# Sainte-Innocence
Sainte-Innocence korábbi község Franciaországban, Dordogne megyében. Lakosainak száma 101 fő (2018. január 1.). Sainte-Innocence Sigoulès községgel határos.
2019. január 1-jén Sainte-Eulalie-d’Eymet és Saint-Julien-d’Eymet korábbi községgel egyesült és az így létrejött Saint-Julien-Innocence-Eulalie új község része lett.

## Népesség
A település népessége az elmúlt években az alábbi módon változott:
| Lakosok száma | 98   | 97   | 96   | 99   | 101  |
|               | 2013 | 2015 | 2016 | 2017 | 2018 |